# Henk-Jan Zwolle
Henk-Jan Zwolle (Enschede, 30 novembre 1964) è un ex canottiere olandese.

## Palmarès

### Olimpiadi
- 2 medaglie:
  - 1 oro (Atlanta 1996 nell'otto)
  - 1 bronzo (Barcellona 1992 nel due di coppia)

### Mondiali
- 3 medaglie:
  - 1 oro (Vienna 1991 nel due di coppia)
  - 2 argenti (Indianapolis 1994 nell'otto; Tampere 1995 nell'otto)